# Sopwith 5F.1 Dolphin
Sopwith 5F.1 Dolphin byl britský jednomístný dvouplošný stíhací letoun vyráběný firmou Sopwith Aviation Company a používaný v první světové válce i krátce po ní.

## Vývoj
Záměrem vývoje nového stíhacího letounu Dolphin (Delfín) bylo u některých britských jednotek nahradit dosud používané SPADy S.VII/S.XIII, při té příležitosti posílit výzbroj, vyřešit nepříjemný gyroskopický moment rotačních motorů a také zlepšit výhled pilota. Těmto požadavkům bylo podřízeno i řešení konstrukce nového letadla. Horní křídlo se téměř dotýkalo trupu a díky tomu měl pilot výborný výhled. Dolní křídlo bylo předsunuto vpřed (podobně jako u Airca D.H.5). Vysokou obratnost Dolphina mělo zaručit soustředění hmoty co nejblíže k těžišti, podobně jako tomu bylo u staršího Camelu. Delfín však neměl zákeřné letové vlastnosti Velblouda. Příjemně se pilotoval a jeho motor, reduktorový vodou chlazený osmiválec Hispano-Suiza 8Ba s výkonem 200 k, mu dával dostatečný výkon ve výškách. První prototyp měl čelní automobilový chladič, který se však příliš neosvědčil a byl nakonec nahrazen dvěma chladiči na bocích trupu za kokpitem. Sopwith 5F.1 Dolphin zbořil několik konstrukčních klišé Sopwithovy továrny - byl první stíhačkou Sopwith, která měla vodou chlazený motor. Stroj měl kromě běžně používaných synchronizovaných kulometů Vickers dva kulomety Lewis, připevněné na předním nosníku horního křídla namířené šikmo vzhůru, které se daly nabíjet za letu. Díky této výzbroji byl Dolphin ve své době nejlépe vyzbrojenou stíhačkou. Již na jaře roku 1917 byly vyrobeny první čtyři prototypy a 23. května proběhly první tovární testy. Následující měsíc přelétl jeden z prototypů ke generálnímu velitelství Royal Flying Corps aby proběhly zkoušky armádními piloty. Po úspěšném představení následovala objednávka na prvních 500 kusů a první čtyři prototypy obdržela 19. peruť operující ve Francii. Po vyřešení několika malých problémů, obvyklých u každého nového letounu, se na podzim roku 1917 rozběhla sériová výroba.

## Na frontě

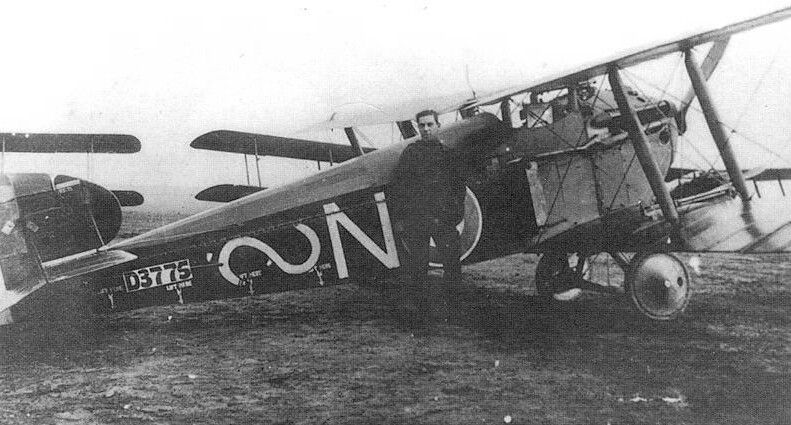
Dolphin 87. perutě RAF

V prosinci první sériové kusy obdržela 19. peruť RFC jako náhradu za francouzské SPADy, další stroje ještě v tomtéž měsíci směřovaly k 79. peruti. Jednotky, které byly vyzbrojeny Dolphiny měly připomínky snad jen k poruchovým reduktorům francouzských motorů, jinak se nový typ plně osvědčil a rychle překonal první nedůvěru kvůli své podobnosti s nechvalně proslulým D.H.5. Dolphin byl také používán k bitevním náletům na frontě, kdy byl vybaven čtyřmi 11kg bombami, i když mu jeho výkony umožňovaly vyniknout především v bojích ve vysokých výškách. Továrna stačila letadla vyrábět v dostatečném počtu, ale přezbrojování probíhalo záhadně pomalu, takže nakonec perutě létající na nešťastných D.H.5 byly přezbrojeny až po lednu 1918.
Piloti u 87. perutě, kteří Dolphiny používali jako bitevníky, se často kvůli váze zbavovali jednoho, nebo dokonce obou Lewisů, popřípadě si je přemístili na spodní křídla - i když za cenu ztráty možnosti znovunabití. Jako Dolphin III byla značena varianta stroje poháněného motorem Hispano-Suiza 8B s přímým náhonem bez reduktoru - zdroje problémů, s výkonem zvýšeným na 220 k a opačným směrem otáčení vrtule. Tato verze se ovšem nedostala k jednotkám před příměřím. Americké expediční síly si objednaly a dostaly pět 5F.1 s ještě výkonnějším motorem Hispano-Suiza 8C o 300 k (Dolphin II).
V boji si nové stíhačky vedly dobře a byly oblíbené. Nejvíce sestřelů do konce války na Dolphinu dosáhl Američan Frederick Gillet (britská 79. peruť) - celkem 14 letadel a 3 balony. Jako jednotka nejvíc skórovala 87. peruť - 89 vítězství.

## Po válce
I když poslední 5F.1 používala ještě polská armáda v roce 1920 proti Rusům, většina Dolphinů se ze skladů k bojišti nepřiblížila a ty, které se k pouhým čtyřem perutím během bojů dostaly, byly záhy po skončení války vyřazeny. Dolphiny byly také prvními stroji samostatného kanadského letectva RCAF. I s několika dvoumístnými cvičnými letouny bylo nakonec vyrobeno 1778 kusů všech variant tohoto typu letounu.

## Varianty

### Sopwith 5F.1 Dolphin II
- Varianta s motorem Hispano-Suiza 8C o výkonu 300 k.

### Sopwith 5F.1 Dolphin III
- Varianta s motorem Hispano-Suiza 8B se zvýšeným výkonem na 220 k.
- Otáčky vrtule v opačném směru, bez reduktoru.

## Specifikace

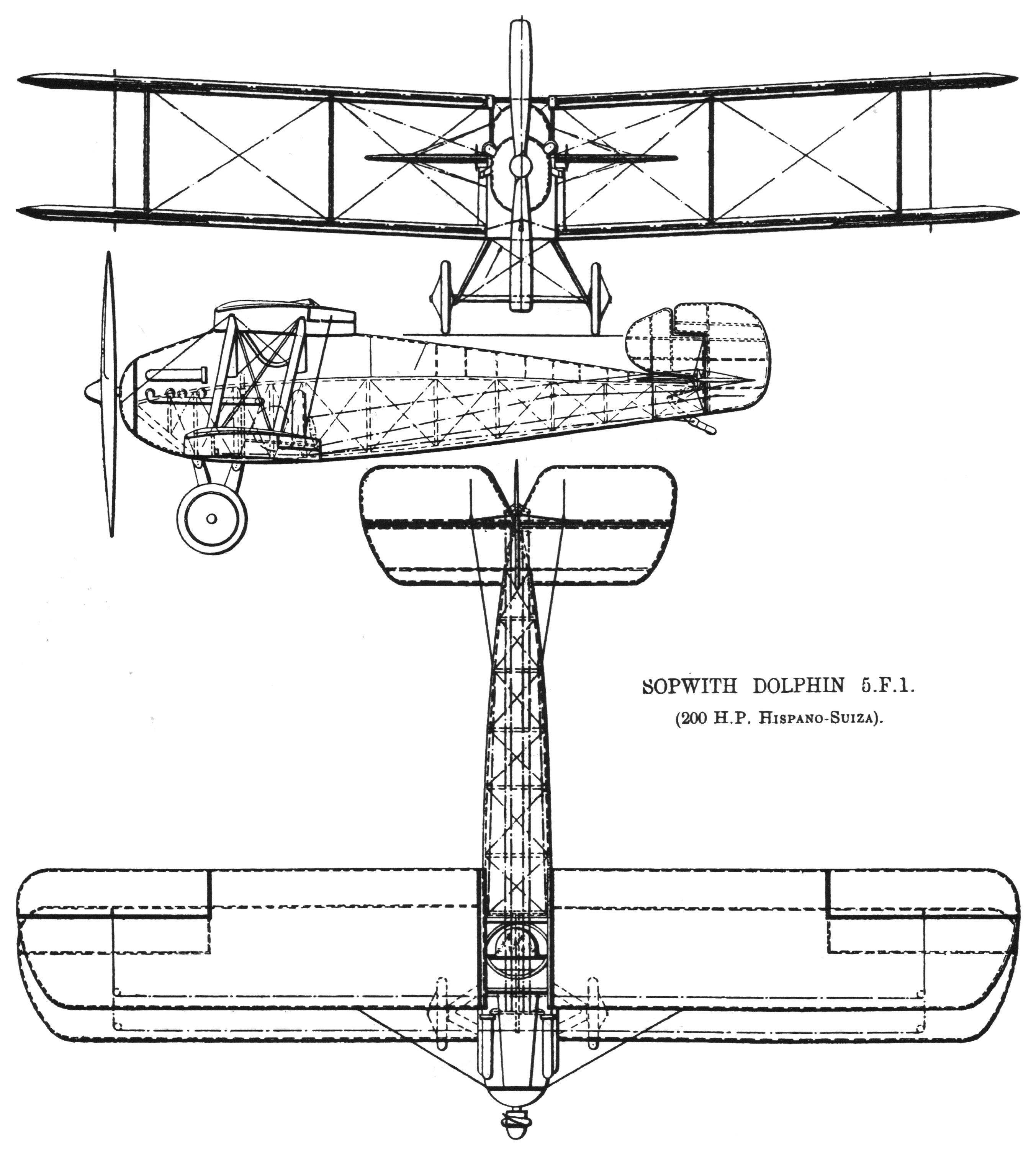
Sopwith 5F.1 Dolphin

### Technické údaje
- Posádka: 1 pilot
- Délka: 6,7 m
- Rozpětí: 9,9 m
- Plocha křídel: 24,3 m²
- Prázdná hmotnost: 640 kg
- Vzletová hmotnost : 940 kg
- Pohonná jednotka: 1× Hispano-Suiza 8Ba
- Výkon pohonné jednotky: 200 k (149 kW)

### Výkony
- Maximální rychlost: 197 km/h
- Dolet: 1,75 hod
- Dostup: 5650 m
- Stoupavost: 2000 m / 6,5 min

### Výzbroj
- 2× kulomet Lewis ráže 7,7 mm

## Uživatelé
- Kanada (RCAF), Polsko, Velká Británie (RFC, RAF)